# Rudolf Haensch
Rudolf Haensch (* 21. Januar 1959 in Mönchengladbach) ist ein deutscher Althistoriker und Epigraphiker.

## Leben
Nach dem Abitur in Mönchengladbach studierte Rudolf Haensch seit 1978 an den Universitäten Köln und Bonn die Fächer Geschichte und Deutsch. 1985 schloss er das Studium mit dem Ersten Staatsexamen ab und arbeitete anschließend als Wissenschaftlicher Mitarbeiter am Institut für Altertumskunde der Universität zu Köln. Dort wurde er 1991 mit einer Arbeit über die Statthaltersitze und Provinzialverwaltung in der römischen Kaiserzeit im Fach Alte Geschichte promoviert; in den folgenden sechs Jahren bis 1997 war Haensch als Assistent von Werner Eck tätig, anschließend erhielt er Forschungsstipendien. 2001 folgte die Habilitation für Alte Geschichte mit einer unpubliziert gebliebenen Untersuchung über den spätantiken Kirchenbau in Jerusalem und Antiochia. Nach Aufenthalten am Institute for Advanced Study in Princeton und Paris sowie Lehrstuhlvertretungen in Köln und Hamburg wurde Haensch 2004 Zweiter Direktor der Kommission für Alte Geschichte und Epigraphik in München. Neben seiner Tätigkeit an der Kommission für Alte Geschichte und Epigraphik ist er seit 2008 außerplanmäßiger Professor an der Universität München.
Haensch ist Spezialist auf dem Gebiet der römischen Epigraphik und daneben auch als Papyrologe und Numismatiker ausgewiesen.

## Schriften (Auswahl)
- Capita provinciarum. Statthaltersitze und Provinzialverwaltung in der römischen Kaiserzeit (= Kölner Forschungen. 7). von Zabern, Mainz 1997, ISBN 3-8053-1803-0.
- als Herausgeber mit Johannes Heinrichs: Herrschen und Verwalten. Der Alltag der römischen Administration in der Hohen Kaiserzeit (= Kölner historische Abhandlungen. 46). Böhlau, Köln u. a. 2007, ISBN 978-3-412-23806-3.
- mit Ulrike Ehmig: Die lateinischen Inschriften aus Albanien (LIA). Habelt, Bonn 2012, ISBN 978-3-7749-3819-9.